# Christian Lahusen (Kaufmann)

Christel Lahusen

Martin Christian (Christel) Leberecht Lahusen (* 12. März 1820 in Bremen; † 25. Mai 1898 ebenda) war ein Kaufmann und Gründer der Norddeutschen Wollkämmerei & Kammgarnspinnerei AG („Nordwolle“).

## Biografie
Christian Lahusen, zu Lebzeiten Christel genannt, wurde als Sohn des aus Berne bei Oldenburg stammenden Kaufmanns Christoph Friedrich Lahusen (1781–1866) und dessen Ehefrau Adelheid geb. Ordemann (1790–1869) geboren und wuchs in der Aschenburg an der Weser auf. Sein Vater gründete 1834 in Bremen eine Überseehandelsfirma, eine Reederei sowie eine Bierbrauerei. Er trat nach einer kaufmännischen Ausbildung in Braunschweig und England in den Familienbetrieb C. F. Lahusen ein, dessen Teilhaber er 1847 wurde, bevor er ab 1855 die Geschäfte alleine leitete.
Lahusen baute nach und nach das Import-Geschäft von Häuten und Wolle aus Südamerika aus und erwarb umfangreiche Ländereien für die Schafszucht in Uruguay und Argentinien. In den folgenden Jahren konzentrierte er sich zunehmend auf die Einfuhr von Schafwolle und erzielte aufgrund der steigenden Nachfrage der Textilindustrie und der Rentabilität seiner Firma erhebliche Gewinne. 1873 kaufte er eine Wollverarbeitungsfabrik im böhmischen Neudeck (heute tsch.: Nejdek) und stieg damit zusätzlich auch in die industrielle Weiterverarbeitung der Wolle ein. Am 5. März 1884 gründete er die Norddeutsche Wollkämmerei & Kammgarnspinnerei AG (Nordwolle) und ließ in Delmenhorst, auf dem rund 13 Hektar großen ehemaligen Gutsbesitz von Witzleben aus Hude, eine Wollwäscherei und -kämmerei errichten, die bereits im Dezember 1884 die Produktion aufnehmen konnte und innerhalb weniger Jahre zu einem Großbetrieb aufstieg.
Für den Produktionsstandort Delmenhorst entschied sich Lahusen, weil dieser über einen Eisenbahnanschluss verfügte und vor allem – anders als Bremen – schon zum Reichszollgebiet gehörte. Andererseits konnte er die Rohstoffe aus Übersee günstig über den Bremer Seehafen beziehen.
1888 übergab Lahusen die Führung des Unternehmens an seinen Sohn Carl Lahusen, der das Unternehmen bis zu seinem Tod 1921 leitete, blieb jedoch Vorsitzender des Aufsichtsrates. Sohn Gustav Lahusen, der den Landbesitz in Argentinien verwaltete, schied 1887 aus der Firmenzentrale aus und wurde 1888 erster Aufsichtsratsvorsitzender der neuen Jute-Spinnerei und Weberei Bremen.
Lahusen erwarb 1871 das Haus Schwalbenklippe in St. Magnus von Caroline Gross, der Witwe Admiral Brommys. Nach Verlegung der Konzernzentrale zog die Familie in den Neubau der Lahusen-Villa in Delmenhorst und er verkaufte das Anwesen an der Lesum 1883 an seinen Schwager, den Kaufmann Julius Kulenkampff. Christian Lahusen hatte 1846 die Tochter des Bremer Bürgermeisters Diederich Meier, Anna (1824–1893), geheiratet, mit der er drei Töchter und fünf Söhne hatte, darunter Friedrich (1851–1927), späterer Generalsuperintendent von Berlin, Diedrich (1852–1927), Reichsgerichtsrat, Carl (1858–1921) Leiter des Nordwolle-Konzerns und Gustav Lahusen (1854–1939), Vorstand der Nordwolle und Aufsichtsrat der Jute-Spinnerei und Weberei Bremen.
Er galt als gläubiger Mann, der nachdrücklich für die Evangelische Kirche eintrat und auch Bauherr der Stephanigemeinde in Bremen war.